# Bitwa pod Noreią
Bitwa pod Noreią (Neumarkt) – starcie zbrojne, które miało miejsce w roku 113 p.n.e. w trakcie najazdów Cymbrów i Teutonów na Galię.
W roku 113 p.n.e. plemiona Cymbrów i Teutonów w poszukiwaniu nowych siedzib dotarły do okolicy Norei - miasta stołecznego Noricum w dzisiejszej Karyntii zagrażając pograniczu Republiki Rzymskiej. Okolice te kulturowo halsztadzkie a ludnościowo mieszane (Celtowie, Ligurowie, Ilirowie) obfite były w bogactwa naturalne, w tym żelazo i złoto. Rzymianie postanowili zająć przełęcze alpejskie pod wodzą konsula Gnejusza Papiriusza Karbona, który miał zagrodzić przeciwnikowi drogę w głąb Italii. 
Karbon w rozmowie ze swoimi dowódcami proponował ułożenie się z najeźdźcami. Dowódcy legionów zamierzali jednak zwabić przeciwnika w pułapkę, spodziewając się łatwego zwycięstwa nad naiwnymi barbarzyńcami. W starciu pod Noreią doszło jednak do klęski Rzymian. Niedobitki legionistów umknęły w kierunku lasów. Ratunkiem dla nich stała się gwałtowna burza, którą Germanie poczytali za oznakę gniewu swych bogów. Jak pisały kroniki: Germanie z przerażeniem usłyszeli błyski i grzmoty piorunów. Wydawało im się, że ich bóstwa otworzyły niebo by ciskać w nich gromy. Skutkiem tego barbarzyńcy nie kontynuowali pościgu za rozbitymi legionami, a Rzymianie uniknęli całkowitej klęski. 
Bitwa unaoczniła Rzymianom siły lekceważonych przez nich Germanów. 
Badanie archeologiczne zlokalizowały pole bitwy w pobliżu Magdalensbergu w Karyntii. Już w XVIII w. znaleziono wiele wartościowych hełmów z brązu należących do Germanów. Na jednym z nich tzw. Hełmie B (dziś znajdującym się w Muzeum Sztuki Historycznej w Wiedniu) znajduje się najstarszy zachowany germański zapis. Czytając go od prawej do lewej strony otrzymujemy słowa: HA-RI, GAS-TI, TEIVA. HARI to po germańsku władca, GASTI oznacza gościa. TEIVA natomiast to bóg Germanów.

## Literatura
- Stefan Seitschek: Noreia. Viele Antworten, keine Lösung. Keltische Forschungen 3 (2008), s. 221-244
- Theodor Mommsen, Römische Geschichte, s. 315.
- Klaus Bringmann: Römische Geschichte. Von den Anfängen bis zur Spätantike. 6. Aufl., C. H. Beck, München 2001.
- Theodor Mommsen: Römische Geschichte. Sammlung Nobelpreis der Literatur, Band 2 (1901–1903). Coron-Verlag, Zürich 1987, S. 314.
- Max Cary, Howard Hayes Scullard: Dzieje Rzymu: Od najdawniejszych czasów do Konstantyna. Tłum. Jerzy Schwakopf. T. 1. Warszawa: PIW, 1992, s. 421. ISBN 83-06-01859-1.